# Deurnsche Peel & Mariapeel
Deurnsche Peel & Mariapeel este o arie protejată (arie specială de conservare — SAC, sit de importanță comunitară — SCI, arie de protecție specială avifaunistică — SPA) din Țările de Jos întinsă pe o suprafață de 2.734 ha, integral pe uscat.

## Localizare
Centrul sitului Deurnsche Peel & Mariapeel este situat la coordonatele 51°24′59″N 5°53′06″E / 51.4165°N 5.8849°E.

## Înființare
Situl Deurnsche Peel & Mariapeel a fost declarat arie de protecție specială avifaunistică în octombrie 1986 pentru a proteja 9 specii de animale. Alte tipuri de protecție:
- sit de importanță comunitară (în decembrie 1996)
- arie specială de conservare (în septembrie 2009)[1][3][4]

## Biodiversitate
Situată în ecoregiunea atlantică, aria protejată conține 3 habitate naturale: Pajiști uscate europene, Turbării active, Mlaștini oligotrofe degradate, capabile încă de regenerare naturală.
La baza desemnării sitului se află mai multe specii protejate:
- păsări (7): gârliță mare (Anser albifrons), gâscă de semănătură (Anser fabalis), caprimulg (Caprimulgus europaeus), cocor (Grus grus), gușă albastră (Luscinia svecica), mărăcinar negru (Saxicola torquatus), corcodel mic (Tachybaptus ruficollis)
- pești (2): zvârluga (Cobitis taenia), boarță (Rhodeus amarus)